# Groen smalbuikje
Het groen smalbuikje (Agrilus viridis) is een keversoort uit de familie prachtkevers (Buprestidae). De kever komt wijdverspreid voor in Europa. De larven voeden zich met hout van levende bomen. Favoriete waardplanten zijn met name boswilg (Salix caprea), beuk (Fagus sylvatica) en berkensoorten (Betula), maar de larven kunnen ook in andere loofbomen voorkomen.

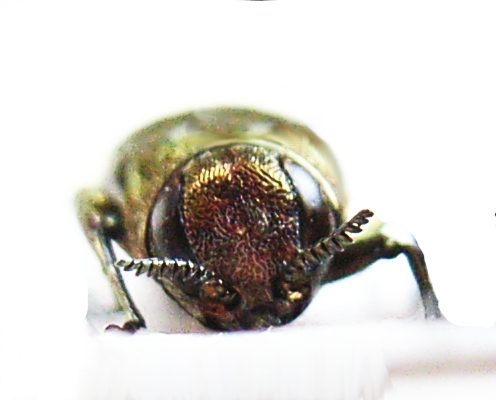
Voorzijde
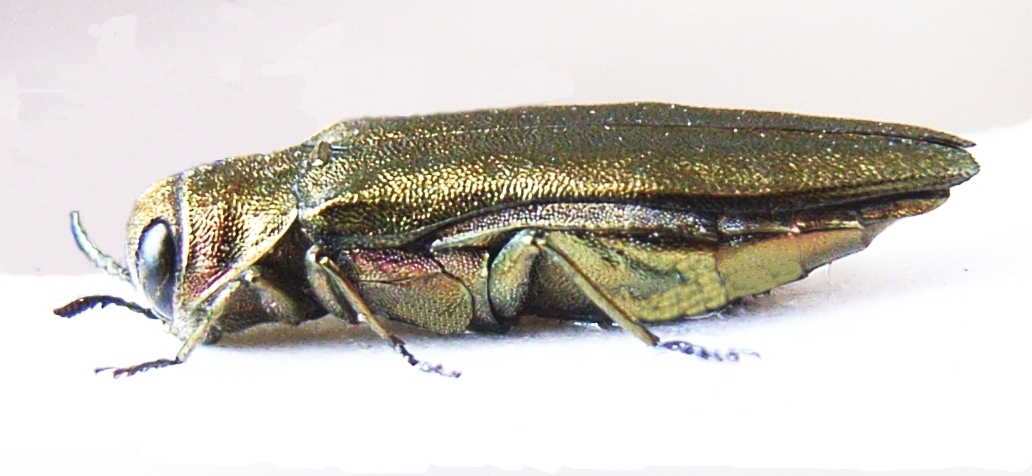
Zijaanzicht
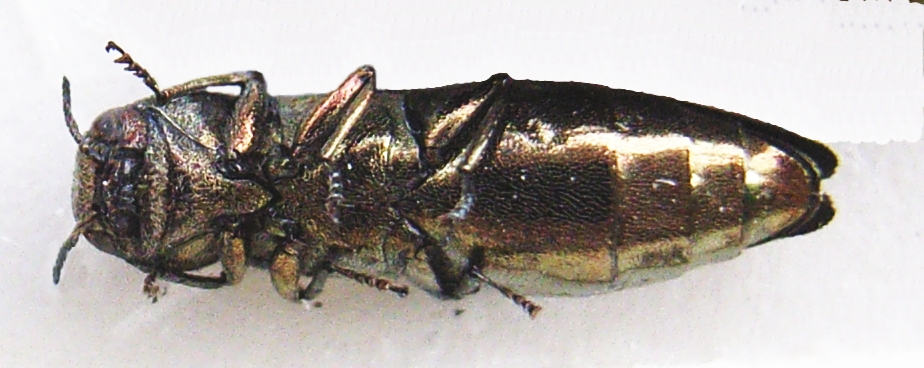
Onderzijde